# Траутманн, Оскар
Оскар Траутманн (нем. Oskar Trautmann; 7 мая 1877 — 10 декабря 1950) — германский дипломатический деятель.

## Биография
В 1904 году поступил на службу в министерство иностранных дел Германии. В 1905 году был назначен вице-консулом в Санкт-Петербурге. В 1907 году работал секретарём германской делегации на Гаагской мирной конференции. В 1911 году покинул свой пост в Санкт-Петербурге и поступил на службу в отдел кадров министерства иностранных дел. В 1913 году был назначен генеральным консулом в Цюрихе. После окончания Первой мировой войны занимал должности на Дальнем Востоке. В 1921 году был назначен генеральным консулом в Кобе, Япония. В 1922 году был назначен советником в посольстве Германии в Токио. С 1935 по 1938 год занимал должность посла в Китае, проходил службу в Нанкине, где предпринимал попытки стать посредником во время Японо-китайской войны.

## Работы
- Trautmann, Oskar, Der Diplomat - Der Konsul (Berlin: Lehrmittelzentralt d. DAF. 1938)
- "Russia and the Great War 1914-1917" The XX Century (journal published in Shanghai)
- Mitter, Rana. Forgotten Ally: China's World War II, 1937-1945. 2013.